# Nadir Lamyaghri
Nadir Lamyaghri (Casablanca, 13 de fevereiro de 1976) é um futebolista marroquino que atua como goleiro.

## Carreira
Iniciou sua carreira nas categorias de base do Racing Casablanca, onde se profissionalizou em 1995 e atuando até 2000, quando se transferiu para o Wydad, também de Casablanca. 
Teve ainda rápidas passagens por empréstimo nas equipes do Hassania Agadir e do Al-Wahda antes de retornar três vezes ao Wydad, onde permanece até hoje.

## Seleção
Lamyaghri defende a Seleção Marroquina desde 2003, fazendo parte do elenco vice-campeão da Copa das Nações Africanas de 2004. Disputou outras três edições (2006, 2008 e 2012), sendo pré-convocado para a edição de 2013.